# Тименець
Тименець (пол. Tymieniec) — село в Польщі, у гміні Щитники Каліського повіту Великопольського воєводства.
Населення — 230 осіб (2011).
У 1975-1998 роках село належало до Каліського воєводства.

## Демографія
Демографічна структура станом на 31 березня 2011 року:
|          | Загалом | Допрацездатний вік | Працездатний вік | Постпрацездатний вік |
| -------- | ------- | ------------------ | ---------------- | -------------------- |
| Чоловіки | 127     | 31                 | 87               | 9                    |
| Жінки    | 103     | 24                 | 58               | 21                   |
| Разом    | 230     | 55                 | 145              | 30                   |